# Sandford (Somerset)
Sandford – wieś w Anglii, w hrabstwie ceremonialnym Somerset, w dystrykcie (unitary authority) North Somerset. Leży 22 km na południowy zachód od miasta Bristol i 189 km na zachód od Londynu.